# Daniel François de La Douespe du Fougerais
Pour les articles homonymes, voir Ladouespe.
Daniel François de La Douespe du Fougerais (né en 1729 à Sainte-Florence (Vendée) et mort fusillé à Angers le 5 janvier 1794), est un officier des armées vendéennes lors de la première insurrection vendéenne. Il est aussi propriétaire d'une plantation sucrière esclavagiste dans la colonie de Saint-Domingue.

## Biographie
Daniel François de La Douespe du Fougerais est issu d'une famille noble protestante originaire de Bordeaux. Il est le fils de Benjamin de La Douespe, seigneur de La Parnière, et de Marguerite Françoise Bousseau, dame de La Biffardière.
Comme les milliers de Français partis pour Saint-Domingue au milieu du XVIIIe siècle, Dufougerais partit aux Caraïbes avec un but économique clairement affiché : faire fortune aux Antilles avant de rentrer en métropole. Il s'en expliquait sans fard :

« Après un demeure de trois ou quatre ans dans le Nouveau Monde, j'espère... avec l'aide du Seigneur, retourner à la patrie et là, peut-être appuyé sur quelques petits lauriers de la fortune, vous entretenir avec plaisir de la façon dont se comportent les habitants de ces îles fortunées, leurs mœurs, leur polices. [...] Le projet que j'ai formé de passer à l'Amérique [...] est le fruit de quelques réflexions que j'ai faites sur le peu d'occupation et la vie oisive que l'on mène par force dans le Poitou, où il n'y a absoluement rien à faire »

Il revint millionnaire des Caraïbes.
Le chevalier de La Douëpe du Fougerais, seigneur de Sainte-Florence (Vendée) et propriétaire de la terre du Fougerais, près le village de l'Oye et d'une forêt qui borde ces fameux « Quatre chemins », était âgé de 64 ans à l'époque de l'insurrection.
Plutôt libéral, il prêta d'abord son château de l'Oie à la « Société itinérante des amis de la Constitution » (section provinciale du futur Club des Jacobins) pour sa première session, le 19 février 1791.
Deux ans plus tard, en mars 1793, il offrit son château aux chefs de l'armée catholique et royale pour y établir leur quartier général. Ses infirmités et son âge ne lui permettant pas de combattre, il fut placé dans les conseils d'administration, où il rendit d'importants services, joignant à un grand caractère un excellent jugement. Les colonnes républicaines ayant pénétré jusqu'au camp de l'Oye, le chevalier Dufougerais, obligé de se retirer précipitamment, arriva sur la hauteur des Herbiers et aperçut son habitation livrée aux flammes. Ce bel édifice fut entièrement réduit en cendres, et l'incendie s'étendit aux fermes. La perte fut de plus de 200 000 francs.
Après ce funeste événement, Dufougerais suivit l'armée à Angers, à Saumur, et il se trouva à la malheureuse affaire du Mans ; puis à la retraite qui en fut la suite. Arrivé près d'Ancenis, ce respectable vieillard, dont la santé était détruite, fut recueilli dans une métairie par des paysans royalistes.
Bientôt découvert, il fut conduit dans les prisons d'Angers, condamné à mort par une commission militaire, et fusillé le lendemain. Les motifs de son jugement furent établis sur l'étroite amitié qui existait entre le condamné et les chefs de brigands (expression du jugement) La Rochejaquelein, Marigny, Stofflet, le prince de Talmont, et sur ses efforts constants pour le rétablissement de la royauté.
Son frère aîné éprouva le même sort à Fontenay vers cette époque. Son fils aîné, le baron Dufougerais, devint membre de la chambre des députés en 1815.

### Vie familiale
Le chevalier de La Douëpe du Fougerais se maria le 26 janvier 1766 (Amsterdam) avec Julie Nairac (née le 10 mai 1741 - Bordeaux), sœur de Jean-Baptiste Nairac et de Pierre-Paul Nairac. Ensemble, ils eurent :
- Benjamin François (9 décembre 1766 - Bordeaux ✝ 2 septembre 1821 - Paris), directeur général adjoint de la caisse d'amortissement (Premier Empire), député de la Vendée, marié avec Louise Jeanne Veytard (13 août 1773 - Lille ✝ 13 mars 1851 - Paris) ; fille de François Joseph Veytard (26 novembre 1727 - Gannat ✝ 2 août 1815 - Paris), Gouverneur et greffier en chef de l'Hôtel de ville de Paris ; dont :
  - Edouard François (14 décembre 1793 - Yerres ✝ 14 décembre 1871 - château de la Rançonnerie, Le Pertre), baron de La Douespe du Fougerais, Sous-préfet de Vitré (Ille-et-Vilaine), marié avec Marie Renée Desprès (9 décembre 1794 - Le Pertre ✝ 2 mars 1833 - Le Pertre) ; fille de Jean François Desprès (17 novembre 1745 - Le Pertre ✝ 16 décembre 1814 - Le Pertre), sieur de la Poignardière, maire du Pertre. D'un deuxième mariage, le 2 septembre 1841, avec Blandine de Girard de Châteauvieux (1804 ✝ 1901), il eut une fille :
    - Louise (22 avril 1818 - Vitré (Ille-et-Vilaine) ✝ 16 janvier 1904 - Le Pertre), sans alliance ;
    - Emile Marie Joseph (15 mai 1819 - Vitré (Ille-et-Vilaine) ✝ 24 janvier 1893 - Bourges), Prêtre jésuite, directeur du collège du Mans ;
    - Henri Marie Alfred (13 septembre 1820 - Vitré (Ille-et-Vilaine) ✝ 8 janvier 1886 - Paris), Prêtre (monsignore), camérier secret du pape, directeur général des œuvres de la Sainte Enfance ;
    - Marie Pauline (17 mars 1830 - Mayenne (commune) ✝ 19 juillet 1917 - Rennes), mariée le 25 août 1852 (château de la Rançonnerie, Le Pertre) avec Henri de Sallier-Dupin (16 janvier 1823 - Nantes ✝23 septembre 1904 - château de la Rançonnerie, Le Pertre), Officier saint-cyrien, dont postérité ;
    - Elisabeth , religieuse de la Visitation ;

  - Joséphine Emmeline Rose (9 octobre 1795 - Yerres ✝ 1er août 1854 - Chatou), mariée avec Félix Hurel (29 novembre 1790 - Pointe-à-Pitre ✝ 1er janvier 1871 - Paris), Inspecteur général des Ponts et Chaussées, sans postérité ;
  - Augustine Elisabeth (22 juillet 1798 - Yerres ✝ 21 novembre 1841 - Paris), en religion ;
  - Coralie Pauline Félicia (22 septembre 1801 - Yerres ✝ 19 août 1861 - Paris), religieuse de la Visitation ;
  - Alfred Xavier (24 octobre 1804 - Yerres ✝ 23 août 1874 - Le Mans), avocat à la Cour de Paris, député de la Vendée conservateur légitimiste, marié le 4 mars 1845 avec Octavie Laillault-de-Wacquant (1816 - Barr (Bas-Rhin) ✝ 22 août 1891 - La Loretière), sans postérité ;
  - Léon (21 mars 1806 - Yerres ✝ 8 mars 1884 - Nantes), Officier durant la campagne d'Afrique, chevalier de la Légion d'honneur, marié avec Marie-Antoinette Petit (1816 ✝ 23 mars 1884 - Nantes), dont :
    - Marie Julie Augustine Louise (22 juin 1839 - Tours ✝ 4 novembre 1865 - Saintes), mariée le 2 juillet 1861 avec Henri Arnault de Guenyveau (5 janvier 1831 ✝ 1905 - Paris), Avocat général, dont un fils ;
    - Emmanuelline (dite Emmeline) (17 avril 1840 - Tours ✝ 30 juin 1914 - Nantes), en religion ;

  - Alphonse (1er octobre 1808 ✝ 1813) ;
- Auguste ( ✝ 3 janvier 1830 - Néris), marié avec Adrienne Jeanne Julie Veytard (28 octobre 1782 - Paris ✝ 9 juillet 1865 - Paris), sœur de Louise Jeanne Veytard. De cette union sont nés :
  - deux fils ;
- Julie Marguerite Florence (née le 29 janvier 1771 - Bordeaux), mariée le 19 mars 1790 (Bordeaux) avec Jean Bonnaffé de Lance (1er juillet 1764 - Bordeaux ✝ 24 février 1847 - Paris), négociant de la maison Bonnaffé frères et fils, dont postérité.

En 1826, dans le cadre de l'indemnisation des anciens colons français par la République d'Haïti, et en tant que propriétaires d'une plantation et d'esclaves à Saint-Domingue, Daniel-François de La Douespe et Julie Nairac permettront à nombre de d'enfant de toucher des versements en dédommagement de la perte de leurs biens, à la suite de la Révolution haïtienne,.

## Titres
- Chevalier de La Douëpe du Fougerais ;
- Seigneur de Sainte-Florence (Vendée).

## Règlement d'armoiries
« De gueules, à quatre clous d'argent, appointés en sautoir. »